# 多瑙基利蒂
多瑙基利蒂（匈牙利語：Dunakiliti）是匈牙利杰尔-莫雄-肖普朗州所辖的一个村。总面积33.66平方公里，总人口1853，人口密度55.1人/平方公里（2011年1月1日）。